# Мирјана Исаковић
Мирјана Исаковић (Аранђеловац, 31. децембар 1936) српски је вајар, скулптор и универзитетски професор ФПУ у пензији.

## Биографија
Завршила је Академију примењених уметности 1963. године када је и постала члан УЛУПУДС-a (Удружење примењених уметника Србије). 1972. године је постала професор на Факултету примењених уметности, где је водила атеље за уникатну керамику и керамичку скулптуру. 2002. године одлази у пензију.
Из брака са Халилом Тиквешом, који је графичар и сликар, има ћерку Лану Тиквешу, која је керамичар.

## Рад у просвети
Изабрана је за професора на Факултету примењених уметности 1971. године и заменила је професора Ивана Табаковића после његовог одласка у пензију. Бавила се успешно педагошким радом тридесет година о чему сведоче биографије њених студената и изнад свега изводи „Београдску школу“ на међународну сцену, где сада заузима завидно место. Била је ментор 14 успешно завршених магистратура.

## Изложбе

### Самосталне изложбе
Мирјана Исаковић је направила 5 заокружених опуса који су, сваки за себе, ширили границе ове у нас младе области визуелних уметности и који су излагани на 11 самосталних изложби:
- 1964. Галерија „Савремени дом“, Београд
- 1966. Галерија „Надежда Петровић“, Čačak
- 1969. Галерија „Графички колектив“, Београд
- 1976. Галерија Културног центра, Београд
- 1978. „У знак сећања на Ивана Табаковића“ (са Росић и Стајевић), Аранђеловац
- 1985. „Галерија ликовних стваралаца“, Аранђеловац
- 1985. „Мали ликовни салон“, Нови Сад
- 1985. Галерија „Сингидунум“, Београд
- 1986. Дом културе, Бањалука
- 1989. Павиљон Цвијета Зузорић, као добитник Велике награде Мајског салона
- 1990. Градски музеј „Bassano del Grappa“, Италија (пет средњоевропских керамичара, свако са самосталном изложбом:Polgar, Spurej, Vikova, Sramel, Isaković)

### Групне изложбе
Излагала је на преко 150 групних изложби у земљи и иностранству:

### Најужи избор жирираних групних изложби у земљи
- Октобарски салон: 1967, 1968, 1969, 1970, 1974, 1975, 1976, 1977, 1979, 1980, 1986, 1995, 1997, 1999. и 2001.
- Мајски салон: 1969, 1970, 1975, 1976, 1977, 1979, 1980, 1986, 1993.
- Бијенале Београдске керамике: 1978. и 1980.
- Тријенале Југословенске керамике: 1968, 1974, 1977, 1980, 1983, 1986, 1989, 1996, 1999. и 2003.
- 1965. Југословенска керамика, Музеј примењених уметности, Београд
- 1972. Савремена уметност керамике и стакла, Галерија Културног центра, Београд
- 1972. Савремена уметност керамике и стакла, Музеј за примењену умјетност и обрт, Загреб
- 1978. Први Сарајевски тријенале уникатног обликовања, Сарајево
- 1978. Савремена таписерија и керамика Југославије Београд
- 1981. НОБ у делима ликовних уметника Југославије, Београд, Љубљана, Сарајево.

### Жириране међународне изложбе (ужи избор)
Излагала на 30 међународних жирираних изложби (међународни жири)
- 1967. Међународна изложба керамике, Истанбул, Турска
- 1970. Међународна изложба керамике, Церви, Италија
- 1970. Међународни Бијенале керамике, Сопот, Пољска
- 1975. Савремена керамика и стакло, Москва, СССР
- 1975. Међународни бијенале керамике, Валори, Француска
- 1977. Међународни бијенале керамике, Фаенса, Италија
- 1978. Савремена таписерија, керамика и стакло, Чехословачка, Мађарска, Источна Немачка
- 1982.  Међународни бијенале керамике, Пиран, Словенија
- 1984.  Међународни бијенале керамике, Пиран, Словенија
- 1984.  Међународни тријенале мале керамике, Загреб
- 1985.  Тријенале мале керамике, Београд, Сарајево, Приштина, Нови Сад (избор)
- 1986.  Међународни бијенале керамике, Пиран, Словенија
- 1986. Међународно такмичење - тријенале „Мино '86“, Нагоја, Јапан
- 1987. Избор из југословенске керамике, Франкфурт, Немачка
- 1989. „Савремени тренутак у европској керамици“, (по позиву), Лион - Француска, Линц - Аустрија, Будимпешта - Мађарска, Хелсинки - Финска
- 1990.  Бијенале мале керамике, Загреб
- 1992.  Међународни бијенале керамике, Каиро, Египат
- 1996.  Међународни тријенале „Шоља'96“, Културни центар, Београд
- 2000. Тематско међународно бијенале, Каруж, Швајцарска
- 2001. Међународно бијенале мале форме, Горњи Милановац.

## Награде
Мирјана Исаковић је добила 17 награда, од којих су 4 међународне:
- 1968. Награда Ликовног сусрета Суботице на I Тријеналу југословенске керамике
- 1970. Награда за керамику Мајског салона, Београд
- 1970. „Diploma d'onore“, Међународна изложба керамике, Черви, Итлаија
- 1977. Награда Мајског салона, Београд
- 1977. „Велика награда“ на III Тријеналу југословенске керамике
- 1977. Годишња награда УЛУПУДС-а (за 1976/1977)
- 1981. Награда на изложби „НОБ у делима ликовних уметника Југославије“, Београд
- 1984. Почасна диплома на I Међународном тријеналу мале керамике, Загреб
- 1986. Велика награда Мајског салона, Београд
- 1986. Велика награда на VI Тријеналу југословенске керамике, Суботица, Београд
- 1986. Награда УЛУПУДС-а на Октобарском салону
- 1986. „Honorable mention“ на међународном такмичењу „Мино '86“, Нагоја, Јапан
- 1986. Годишња награда УЛУПУДС-а (за 1985-86)
- 1990. „Honorable degree“ на III Бијеналу мале керамике, Загреб
- 1996. Велика плакета са повељом Универзитета уметности за педагошки рад
- 1998. Награда за животно дело УЛУПУДС-а
- 1998. Наставно Уметничко веће ФПУ додељује „Повељу са сребрњаком“ за изузетан допринос развоју ове високошколске установе

## Радови на јавним местима
Керамичке скулптуре и зидне композиције изложене у градовима:
- Београд
- Суботица
- Аранђеловац
- Ужице
- Задар
- Чачак